# Новопавловский сельский совет (Крым)
Новопавловский сельский совет (укр. Новопавлівська сільська рада, крымскотат. Adiy Qıyğaç köy şurası), согласно законодательству Украины — административно-территориальная единица в Красноперекопском районе Автономной Республики Крым.
Население по переписи 2001 года — 2333 человека. Площадь сельсовета 52 км².
К 2014 году состоял из 3 сёл:
- Новопавловка
- Долинка
- Привольное

## История
В 1975 году в Крымской области УССР в СССР был создан Новопавловский сельский совет и на 1 июня 1977 года, кроме современных, включал также село Берёзовку. К 1985 году Берёзовку упразднили (на карте 1985 года уже обозначены её развалины. С 12 февраля 1991 года сельсовет в восстановленной Крымской АССР, 26 февраля 1992 года переименованной в Автономную Республику Крым. С 21 марта 2014 года в составе Крыма аннексирован Россией. Законом «Об установлении границ муниципальных образований и статусе муниципальных образований в Республике Крым» от 4 июня 2014 года территория административной единицы была объявлена муниципальным образованием со статусом сельского поселения.